# Габбард (округ Раск, Вісконсин)
Габбард (англ. Hubbard) — місто (англ. town) в США, в окрузі Раск штату Вісконсин. Населення — 178 осіб (2020).

## Демографія
Згідно з переписом 2010 року, у місті мешкали 204 особи в 90 домогосподарствах у складі 53 родин. Було 172 помешкання
Расовий склад населення:
| - 99,0 % — білих - 0,5 % — корінних американців - 0,5 % — чорних або афроамериканців |

До двох чи більше рас належало 0,0 %. Частка іспаномовних становила 0,0 % від усіх жителів.
За віковим діапазоном населення розподілялося таким чином: 24,0 % — особи молодші 18 років, 55,4 % — особи у віці 18—64 років, 20,6 % — особи у віці 65 років та старші. Медіана віку мешканця становила 48,4 року. На 100 осіб жіночої статі у місті припадало 124,2 чоловіків;  на 100 жінок у віці від 18 років та старших — 121,4 чоловіків також старших 18 років.
Середній дохід на одне домашнє господарство  становив 41 763 долари США (медіана — 40 893), а середній дохід на одну сім'ю — 47 760 доларів (медіана — 46 250). Медіана доходів становила 30 938 доларів для чоловіків та 26 563 долари для жінок. За межею бідності перебувало 18,0 % осіб, у тому числі 17,9 % дітей у віці до 18 років та 11,1 % осіб у віці 65 років та старших.
Цивільне працевлаштоване населення становило 107 осіб. Основні галузі зайнятості: сільське господарство, лісництво, риболовля — 22,4 %, роздрібна торгівля — 15,9 %, науковці, спеціалісти, менеджери — 15,0 %.